# Modale (Iowa)
Modale es una ciudad ubicada en el condado de Harrison en el estado estadounidense de Iowa. En el Censo de 2010 tenía una población de 283 habitantes y una densidad poblacional de 104,26 personas por km².

## Geografía
Modale se encuentra ubicada en las coordenadas 41°37′6″N 96°0′43″O / 41.61833, -96.01194. Según la Oficina del Censo de los Estados Unidos, Modale tiene una superficie total de 2.71 km², de la cual 2.71 km² corresponden a tierra firme y (0%) 0 km² es agua.

## Demografía
Según el censo de 2010, había 283 personas residiendo en Modale. La densidad de población era de 104,26 hab./km². De los 283 habitantes, Modale estaba compuesto por el 98.23% blancos, el 0% eran afroamericanos, el 0.71% eran amerindios, el 0.71% eran asiáticos, el 0% eran isleños del Pacífico, el 0% eran de otras razas y el 0.35% pertenecían a dos o más razas. Del total de la población el 0.35% eran hispanos o latinos de cualquier raza.